# Museo Arqueológico de Megalópolis
El Museo Arqueológico de Megalópolis es un museo que está en Megalópolis, una población de la unidad periférica de Arcadia, en Grecia.
Fue fundado es 1987. Está previsto que se traslade a otro edificio y se amplíe la colección. 
El museo contiene objetos procedentes de excavaciones de ambas márgenes del río Helisonte, donde se encontraba la antigua ciudad de Megalópolis. 
Entre las piezas expuestas se hallan elementos arquitectónicos, esculturas, vasijas e inscripciones de los periodos helenístico y romano. Son destacables una estatua de Afrodita y otra estatua que consta de un tronco, sin cabeza, con quitón e himatión. Hay también expuestos dos colmillos de 2,5 m de longitud.